# ブンクム区
ブンクム区（ブンクムく、タイ語: เขตบึงกุ่ม）は、タイ王国バンコク都の行政区の一つ。
この行政区は、時計回りに、バーンケーン区、カンナーヤーオ区、サパーンスーン区、バーンカピ区、ラートプラーオ区の5つの行政区に接している。

## 歴史
1989年9月4日にバーンカピ区から、クロンクム、カンナーヤーオ、サパーンスーンが準区として分離。
1997年10月14日にカンナーヤーオ、サパーンスーンが区に昇格。ブンクムはクロンクム準区の一部として残された。
ブンクムのブンは湖を指し、区にある貯水池に由来している。

## 施設等
- 如水館バンコク